# Max Payne 2: The Fall of Max Payne
Max Payne 2: The Fall of Max Payne est un jeu vidéo de tir à la troisième personne développé par Remedy Entertainment et édite par Take 2 Interactive sur Windows en 2003. Rockstar Vienna s'est occupé du portage sur Xbox et PlayStation 2.
Dans Max Payne 2, le joueur contrôle Max Payne, un détective du New York City Police Department (NYPD) et fugitif désormais recherché pour meurtre dans New York commis à la fin du jeu Max Payne. Deux ans après les événements du premier opus, Max devient détective de la NYPD.
Le jeu vidéo a dans son ensemble été bien accueilli par les critiques. Cependant, le jeu ne s'est pas particulièrement bien vendu. Max Payne 2 a reçu de nombreuses récompenses et nominations de la part des sites références GamePro, IGN et GameSpy.

## Trame

### Contexte
Deux ans après la chute d'Aesir Corporation et la mort de Nicole Horne, Max Payne (voix : James McCaffrey / apparence : Timothy Gibbs (en)) a été lavé des accusations portées contre lui, grâce à ses liens avec Alfred Woden (John Braden / Edward Hyland), membre haut placé du Cercle intérieur, une mystérieuse société secrète. Max, qui a repris son poste d'enquêteur au sein de la police de New York sans grande conviction, habite dans un taudis envahi par les rats, les clochards et les prostituées, et passe ses journées à errer dans la ville comme un fantôme, tandis que ses nuits sont hantés par ses cauchemars paranoïaques et schizophrènes. Sa soif de vengeance a été remplacée par une solitude pesante, et ses sentiments troublants envers Mona Sax (Wendy Hoopes (en) / Kathy Tong) le placent dans une position délicate. Sombrant peu à peu dans la dépression, Max est aux portes de la folie. L'une de ses enquêtes va cependant le conduire à revoir Mona. Le retour de cette femme plongera Max dans une spirale de violence et de destruction. Son appartement sera réduit en cendres par les flammes, ses anciens collègues le traqueront, et une horde de tueurs mystérieux sera lancée à ses trousses. Vers qui se tourner ? En qui avoir confiance ? Vladimir Lem (Jonathan Davis / Peter Giles), son vieil ami, est devenu le gérant d'un restaurant en ayant racheté l'ancienne discothèque sataniste Ragna Rock. Mais Vladimir n'est pas vraiment un homme de confiance. Engagé dans une guerre des gangs avec Vinnie Gognitti (Fred Berman / Stephen Gregory), il est aussi un membre influent du Cercle, et il rêve de prendre la place d'Alfred Woden, menant contre lui une sanglante politique pour le désavouer, abattant tous ceux qui le gênent… Ce qui ira jusqu'à inclure Max Payne.

### Résumé

#### Partie I:L'Obscurité intérieure

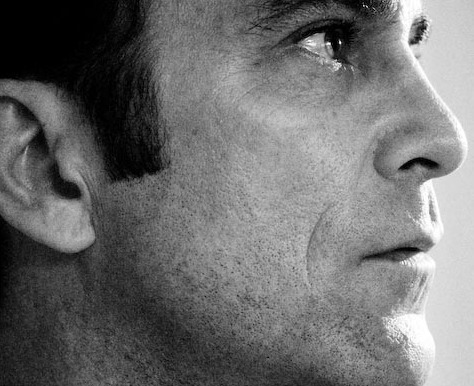
Timothy Gibbs, visage de Max Payne.

L’histoire de Max Payne 2 est racontée du point de vue de Max, qui se remémore les évènements des jours qui précèdent. Le premier flashback se déroule à l’hôpital, où Max récupère d’une blessure par balle. Plusieurs assassins investissent l’hôpital pour tenter de le tuer, mais Max parvient à les éviter et se rend à la morgue, où il trouve le corps de Valerie Winterson (Jennifer Server / Andrea Leigh), une femme qu’il a tuée récemment. L’histoire revient ensuite quelques jours en arrière. Lors d'une enquête sur une fusillade dans un entrepôt appartenant à son allié, le mafieux russe Vladimir « Vlad » Lem, Max découvre un groupe de tueurs à gages appelés les « nettoyeurs », qui ont attaqué l’entrepôt pour voler des armes. À sa grande surprise, Max croise également Mona Sax, tueuse à gages qu'il pensait morte deux ans plus tôt. Max se rend ensuite au restaurant de Vlad pour l’interroger sur l’attaque, mais il le trouve sous le feu des hommes de Vinnie Gognitti, un ennemi commun. Après avoir sauvé Vlad, celui-ci affirme que Vinnie, désormais bras droit de la famille criminelle Punchinello, cherche à monopoliser le marché noir des armes et considère Vlad comme une menace. Après avoir échappé à une attaque des nettoyeurs dans son appartement, Max retrouve Mona dans une maison hantée abandonnée et apprend que les nettoyeurs essaient de tuer tous ceux qui connaissent l’existence du Cercle intérieur. En enquêtant sur le contact de Mona au sein du Cercle intérieur, Max découvre que celui-ci a été tué par les nettoyeurs, et Mona est arrêtée par la police de New York en tant que suspecte du meurtre d’un sénateur.

#### Partie II:Une seule alternative
Au poste de police, le lieutenant Jim Bravura (Vince Viverito / Mike Arkin) assigne temporairement un poste administratif à Max. Ce dernier surprend sa collègue Winterson discutant de Mona au téléphone, juste avant que les nettoyeurs n’attaquent le commissariat pour tuer Mona. Elle parvient à s'échapper et, après avoir repoussé une attaque des nettoyeurs contre sa cachette, elle part à la chasse des responsables avec l’aide de Max. L'enquête de Max et Mona les mène à un chantier de construction, qui s'avère servir de base pour les nettoyeurs. Après avoir éliminé la plupart d'entre eux, Winterson arrive et met Mona en joue. Mona affirme que Winterson est venue la tuer, tandis que Winterson insiste sur le fait qu’elle ne fait qu’arrêter une fugitive. Après un moment d'hésitation, Max tire sur Winterson, permettant à Mona de s’enfuir, mais avant de mourir elle blesse Max.

#### Partie III:La Fin du rêve américain
L'histoire revient ensuite à la scène de l’hôpital, où Max élimine les nettoyeurs qui tentent de le tuer et s'échappe. Il décide de rendre visite au sénateur Alfred Woden, le chef du Cercle intérieur, qui révèle que Vlad est le véritable chef des nettoyeurs et qu'il les a engagés pour éliminer ses rivaux afin de prendre le contrôle du Cercle intérieur et du crime organisé à New York. Réalisant qu'il a été trahi par Vlad, Max attaque son restaurant, mais découvre que Vlad est déjà parti tuer Gognitti. Il apprend également que Winterson était la maîtresse de Vlad et qu’elle l’aidait en secret. Max parvient à sauver Gognitti des hommes de Vlad, et les deux se rendent chez Mona pour obtenir son aide. Cependant, Vlad les prend en embuscade, tuant Gognitti et blessant Max, tout en révélant que Mona travaille pour Woden et que Woden est indirectement responsable de la mort de la famille de Max. En effet, cinq ans plus tôt, en envoyant le dossier du projet Valhalla au procureur pour incriminer Nicole Horne, Woden a accidentellement fait parvenir le fichier à Michelle, la femme de Max, causant ainsi sa mort. Mona sauve Max, et tous deux se rendent au manoir de Woden pour le protéger de Vlad. Après avoir éliminé les hommes de Vlad, Mona trahit soudainement Max et tente de suivre ses ordres en le tuant, mais elle n’y parvient pas à cause de ses sentiments pour lui. Conscient de cela, Vlad tire sur Mona et tue Woden lorsque ce dernier le confronte. Max combat Vlad alors que le manoir est en flammes et finit par le tuer. Alors que la police arrive sur les lieux, Max retourne auprès de Mona, qui meurt paisiblement dans ses bras. Max accepte finalement les tragédies de sa vie et se dit prêt à aller de l’avant. Dans une fin alternative débloquée en mode de difficulté maximale, Mona survit et embrasse Max. Max Payne 3 confirme cependant que la mort de Mona est la version canonique.

## Système de jeu
Comme son prédécesseur, Max Payne 2 est un jeu de tir à la troisième personne. Le joueur incarne le protagoniste récurrent Max Payne durant la majeure partie du jeu, mais aussi Mona Sax le temps de quelques chapitres. Au début, le joueur est muni d'un pistolet 9 mm ; il accède ensuite à des armes plus puissantes telles que d'autres pistolets, un fusil à canon scié, un fusil à pompe, des pistolets mitrailleurs, un fusil d'assaut et des fusils de sniper. Le joueur peut les utiliser comme armes de contact, par exemple s'il n'a plus de munitions. Il est aussi possible d'utiliser des projectiles comme des grenades ou des cocktails Molotov.
Max Payne 2 permet au joueur d'activer le bullet-time, un mode qui ralentit le temps tout en laissant le joueur viser en temps réel, lui offrant ainsi un avantage tactique. Dans ce mode, l'écran prend une teinte sépia et une jauge (symbolisée par un sablier) diminue jusqu'à ce qu'elle soit vide ou que le joueur désactive le mode. Lorsque le joueur abat rapidement beaucoup d'ennemis, l'action se ralentit davantage. La jauge se recharge progressivement lorsqu'elle n'est pas utilisée, et peut être remplie rapidement en tuant des ennemis. Max ou Mona peuvent également effectuer des « shootdodges » : le personnage plonge au ralenti dans une direction choisie par le joueur sans épuiser la réserve de bullet-time, et peut rester allongé au sol tant qu'il continue à tirer,.
Lors de la première partie, seul le mode de jeu « flic », est proposé. Dans celui-ci, la difficulté est ajustée automatiquement en fonction de la performance du joueur. Par exemple, si le personnage meurt trop souvent, l'intelligence artificielle des ennemis devient moins efficace et plus d'anti-douleurs sont disponibles. Après avoir terminé le jeu une première fois, d'autres modes de jeu sont débloqués : « dur à cuire », dans lequel la difficulté est toujours maximale, « minute new-yorkaise », où chaque niveau doit être terminé le plus rapidement possible et abattre les ennemis permet de gagner du temps, et « fugitif », qui place Max dans une des cinq situations où il doit survivre le plus longtemps possible face à des ennemis qui réapparaissent sans cesse. Un cinquième mode, « mort à l'arrivée », est débloqué après avoir fini le jeu en mode « dur à cuire » : il est identique à ce dernier mais avec un nombre limité de sauvegardes pour chaque niveau.

## Détournement
Le collectif Jodi s'est servi de Max Payne 2 et de ses cheat codes pour sa démo d'art numérique intitulée Max Payne Cheats-Only,.

## Développement
Sur PC, le jeu a été développé avec le moteur MaxFX2. Sur consoles, c'est RenderWare qui a été utilisé.

## Accueil
Max Payne 2 a été développé par Remedy Entertainment sur Windows le 15 octobre 2003, sur Xbox le 25 novembre 2003, sur PlayStation 2 le 2 décembre 2003 sur Steam le 4 janvier 2008 et via Xbox Original le 24 avril 2009. Le jeu a été bien accueilli par l'ensemble des critiques. Les points positifs se focalisent principalement sur le thème scénaritique abordé et l'action exposée, tandis que les points négatifs visent la durée du scénario, qui a été considérée comme courte. Malgré un bon accueil, Max Payne 2 n'a pas fait un succès commercial. Max Payne 2 a été récompensé à plusieurs reprises, et nommé pour le Outstanding Art Direction à la 9e cérémonie des Satellite Awards, Editors' Choice Awards de la part de GamePro, IGN, GameSpy et GameSpot, et Meilleur jeu du mois par Game Informer.
Le jeu vidéo d'action a également été accueilli par d'autres critiques. GameZone apprécie l'action du jeu et note que la scène finale était digne du grand écran. D'une manière similaire, GameSpy décrit une action pleine d'adrénaline et note également que le jeu serait digne d'un film. Le scénario a été très bien accueilli. Tom McNamara du site IGN a adoré le thème du film noir.